# Jeremy Ebobisse
Jeremy Edward Nirina Ebobisse Ebolo (Paris, 14 de fevereiro de 1997) é um futebolista camaronês-americano, que atua como atacante. Atualmente, joga pelo Los Angeles FC.

## Carreira
Após estudar na Walter Johnson High School, em Bethesda, no estado de Maryland, Ebobisse atuou pelo Duke Blue Devils no futebol universitário, entre 2014 e 2015, quando migrou para o time Sub-23 do D.C. United, onde jogou 9 partidas e fez 6 gols.
Em 2016, disputou 5 partidas pelo Charleston Battery na USL, tendo feito 2 gols. Desde 2017, atua pelo Portland Timbers - entre 2017 e 2018, fez parte do time reserva,em 2021 Jeremy Ebobisse foi emprestado para um San José Earthquakes para atua por 6 meses voltando atua no Portland Timbers,em 2022 foi totalmente contratado pelo San José Earthquakes com um contrato de dois anos.

## Seleção
Nascido em Paris, Ebobisse possui origens camaronesa e malgaxe, optando em defender a Seleção dos Estados Unidos em 2016, chegando a disputar o Mundial Sub-20 de 2017.
O único jogo do atacante pela seleção norte-americana foi em janeiro de 2019, num amistoso contra o Panamá.

## Títulos
Charleston Battery
- Southern Derby: 1 (2016)